# Marronnier à fleurs rouges
Espèce
Le marronnier à fleurs rouge ou marronnier rose (Aesculus ×carnea ou Aesculus ×rubicunda) est une espèce d’arbres décoratifs de la famille des Hippocastanacées.
C'est un hybride entre Aesculus hippocastanum et Aesculus pavia. C'est un hybride fertile qui produit des graines viables.
Il est souvent planté dans les villes.
Le premier exemplaire connu en Europe a fleuri en 1815 au Jardin des Plantes à Paris ; il était né de graines semées par Ferdinand Noël, qui les avait reçues de François André Michaux , en 1812.
Son feuillage est plus sombre, un peu lustré et comme gaufré, plus petit, plus ferme que celui de l'hippocastanum, il résiste mieux à la sécheresse ; ses fleurs, plus tardives (mi-juin), sont d'un rose plus ou moins carminé ; ses fruits vert-bronze sont dépourvus d'épines ; ses bourgeons ne sont pas poisseux.
De taille plus petite (15 à 20 m) et de croissance plus lente, celui ci a une cime plus compacte et plus arrondie.